# Вилейский краеведческий музей
Вилейский краеведческий музей — музей в городе Вилейка Минской области Республики Беларусь. Основан Постановлением Центрального комитета КПБ от 30 июля 1982 г. как Вилейский историко-краеведческий музей.
Первая экспозиция была создана в 1985 году 7 мая музей открыл свои двери для посетителей.
По состоянию на 1 января 2024 года в музее насчитывалось 25 963 музейных предметов основного фонда и 8 270 – научно-вспомогательного.

## Историческая справка
Замысел организовать в Вилейке краеведческий музей зародился еще в далеком 1939 году, когда город стал центром Вилейской области Белорусской ССР. Об этом даже писал в своем дневнике 27 ноября 1939 года классик белорусской литературы Максим Танк, который в то время был литработником вилейской областной газеты «Вілейская праўда». Но грянула война, в сентябре 1944 года область перенесена в Молодечно, и только через сорок лет идея о создании музея была осуществлена.
30 июля 1982 года Центральный комитет Коммунистической партии Беларуси принял постановление о создании Вилейского историко-краеведческого музея. Музей разместился в здании бывшей пожарной охраны, памятник гражданской архитектуры начала XX столетия.
7 мая 1985 года была открыта первая экспозиция в музее. 1 января 2005 г. музей переименован в Государственное учреждение «Вилейский краеведческий музей».
В 1997 году, согласно постановлению Вилейского районного исполнительного комитета, в отдельном здании (напротив музея) открыт выставочный зал имени Никодима Силивановича (1834−1919), академика живописи российской Императорской Академии художеств, уроженца Вилейщины. В музее нет оригинальных работ Никодима Силивановича, да и всего на территории Республики Беларуси их известно всего две. Но в Вилейском музее можно увидеть выполненную вилейским художником Эдуардом Матюшонком копию картины Н. Силивановича «Солдат с мальчиком» (1866), оригинал которой, находится в Национальном художественном музее Беларуси в Минске.
В 2014 году музей был закрыт, здание нуждалось в капитальном ремонте. С мая 2015 года он снова принимает посетителей.
Основными направлениями деятельности государственного учреждения «Вилейский краеведческий музей» являются: комплектование фондов, научно-фондовая, научно-исследовательская, экспозиционно-выставочная и научно-просветительская работа.

## Экспозиция
С 1 сентября 2021 года работает временная экспозиция “Лёс чалавека. У полымі часу” («Судьба человека. В пламени времени»  (бел.)). Основной концепцией создания экспозиции является показ героических и трагических страниц в период Великой Отечественной войны на территории Вилейского края. Многочисленные судьбы людей, а это мирные граждане, узники гетто, военнопленные Красной Армии и участники антифашистского сопротивления, испытавшие все ужасы злодеяний, совершённые нацистскими преступниками и их пособниками, националистическими формированиями в годы оккупации.
31 марта 2022 г. отрылся новый раздел временной экспозиции – «Геноцид беларускога народа». При создании раздела использованы материалы расследований злодеяний, совершённых бывшими служащими Главного Управления отделения СД г. Вилейки: копии фотографий сотрудников СД, планы и схемы расположения гетто в Вилейке, акты Вилейской Городской Государственной Чрезвычайной Комиссии по выявлению злодеяний, совершённых немецко-фашистскими захватчиками в период оккупации Вилейки. Особый раздел экспозиции – «Огненные деревни Вилейщины»: интерактивная карта, списки погибших, предметы быта с мест трагедии. 

## Фонды
На 31 декабря 2022 года количество единиц основного фонда составляет 25736 (двадцать пять тысяч семьсот тридцать шесть) музейных предметов.
Музей хранит материалы археологических раскопок поселений VI тысячелетия до н. э. и курганных могильников І тысячелетия н. э. В том числе такие раритеты: клад кремниевых ножей эпохи неолита, височные кольца, другие женские украшения X—XII веков.
В музее также есть: нумизматическая коллекция, в том числе монетный клад XVII века из деревни Костеневичи, коллекция документов из церковных архивов XVIII—XX веков, предметы этнографии, представленные изделиями гончарства, ткачества, плетения, вышивки.
Оружие, военная форма и снаряжения: подзорная труба и чугунные ядра наполеоновской армии (времён войны 1812 года), сабля гвардейских шеволежеров Королевства Вестфалия, русская кавалерийская пика образца 1910 г., стальной нагрудник (СН-42), Пистолет-пулемёт Судаева и другие.
Интересной находкой является нагрудный знак помощника Вилейского городского старосты 1892 года.
Наиболее интересными экспонатами изобразительного искусства которые можно увидеть в Вилейском краеведческом музее являются: шесть работ Народного художника Беларуси Георгия Поплавского из цикла «Время длинных ножей».
Подарок художника Андрея Соколова – картина «Над Аралом». Эскиз работы побывал в космосе, после чего была написана картина, на которой имеются бортовые штемпеля орбитальной станции «Салют-6» с подписями космонавтов.
Уникальное собрание предметов примитивного искусства: рисованные ковры (маляваныя дываны  (бел.)), рисунки на стекле (маляванкі на шкле  (бел.)), рисованные макатки. Эта коллекция действительно сокровища народного творчества. Традиция создания рисованных ковров и рисунков на стекле почти полностью исчезла в конце 1950-х годов, уступая место промышленному производству ковров и репродукциям картин.

## Популяризация краеведения
В музее проводятся научно-практические конференции, чтения. Издаются краеведческие сборники.
25 мая 2013 года в музее проведены Первые кондратьевские чтения «Талант, неподвластный времени», посвященные Ивану Кондратьеву, уроженцу Вилейщины, русскому поэту и писателю, автору всемирно известной песни «По диким степям Забайкалья». Чтения организованы Министерством культуры, Белорусским государственным университетом культуры и искусств, Вилейским районным исполнительным комитетом.
В октябре 2014 года в г. Вилейке прошла Международная научная конференция «Первая мировая война в исторических судьбах Европы».
Научные сотрудники музея ежегодно участвуют в международных научных конференциях и круглых столах. Тезисы их докладов публикуются в сборниках конференций.  

## Образовательная деятельность
Музей ведёт образовательную деятельность, направленную на детскую и молодёжную аудиторию. В 2011—2012 годах в учреждении прошёл цикл культурно-образовательных лекций о современном искусстве «Арт-Вилейка».

## Директора
- Шимаковская Кристина Брониславовна (1983—1984),
- Ефимова Наталья Алексеевна (1985—1991),
- Игнатович Евгений Антонович (1992—1998),
- Лапко Валентина Алексеевна (1999—2007),
- Гончар Сергей Николаевич (2008—2016),
- Авдей Надежда Викторовна (2016—2021),
- Китиков Игорь Семенович (2021—2022),
- Каркотко Андрей Юрьевич (с 2023).